# 박의송
박의송은 대한민국의 기업인이다. 기업인 백희엽의 아들이다. 삼보증권 상무이사를 거쳐 1990년대 중반 <우풍상호신용금고> 회장을 지냈지만 IMF 구제금융 요청 시기에 수천억 원대의 재산을 잃었다.